# Elin Danielson-Gambogi
Elin Kleopatra Danielson-Gambogi, född 3 september 1861 i Norrmark i Finland, död 31 december 1919 i Antignano i Italien, var en finlandssvensk konstnär. Danielson var välkänd i Finland under sin livstid och en av 1880-talets mest framstående finländska representanter för det franska friluftsmåleriet och naturalismen. I slutet av 1900-talet uppmärksammades hon på nytt för sina för sin samtid kontroversiella kvinnoporträtt. Hon är den mest kända av de finländska konstnärer som ingick i Önningebykolonin.

## Biografi

### Barndom och konststudier
Danielson-Gambogi föddes i Norrmark i landskapet Satakunda i sydvästra Finland. Båda föräldrarna hade viss skolning; hennes far Karl Emil Danielson var student och hennes mor Rosa Amalia Gestrin hade gått i Björneborgs flickskola. Familjens jordbruk gick i konkurs när Danielson-Gambogi var tio år, och ett år senare begick fadern självmord. Trots ekonomiska svårigheter kunde hennes mor betala för döttrarnas skolgång, delvis med hjälp av sin bror Mauritz Gestrin som också senare stöttade Danielson-Gambogi ekonomiskt.
Som 15-åring skrevs Danielson-Gambogi in vid Finska konstsällskapets ritskola i Helsingfors och bosatte sig hos Mauritz och Clara Gestrin. Framtida konstnärer som Helena Westermarck och Helene Schjerfbeck var Danielsons studiekamrater. Hon studerade klassisk teckning, landskapsmåleri och perspektivlära under Carl Eneas Sjöström och Hjalmar Munsterhjelm, en landskapsmålare utbildad i Düsseldorf, och lärde sig också porslinsmåleri.
1878 började hon studera i Adolf von Beckers privata konstskola, där hon gjorde stora framsteg och av von Becker själv sågs som en av skolans mest lovande elever. 1880 hade hon sin första utställning och tog lärarexamen.
Danielson-Gambogi tvivlade på möjligheterna till en professionell konstkarriär på grund av den ekonomiska osäkerheten och kostnaderna för studierna. Hon undervisade, studerade porslinsmåleri och utförde dekorationsarbeten för porslinsfabriken Arabia tills hon 1883 beviljades ett stipendium av senaten och kunde resa till Paris för att utbilda sig där.
Hon började sina studier vid Académie Colarossi samma år och kom att tillbringa stor del av 1880-talet i Frankrike, vid Académie Colarossi och andra privatakademier. Många andra finländska och skandinaviska konstnärer studerade vid den här tiden i Paris, och Danielson-Gambogi umgicks med flera av dem, som Helena Westermarck, Hanna Rönnberg, Agda Lindqvist och Helene Schjerfbeck. Hon hade också många manliga konstnärsvänner, medan de andra kvinnliga konstnärerna i huvudsak umgicks med varandra. En av hennes manliga vänner var Axel Gallén, senare känd som Akseli Gallen-Kallela.
I skolan lärde sig Danielson snabbt mer avancerade måleritekniker. Hennes lärare, som Gustave Courtois och Raphaël Collin representerade den tidens dominerande konstströmning: naturalismen. Danielson var också verksam i Auguste Rodins studio där hon lärde sig skulptera hjälpligt.

### Tidig karriär
Många av konstnärerna i akademin reste över sommaren till Bretagne för att måla landsbygden där och så även Danielson. I Bretagne kom i kontakt med den ledande naturalisten Jules Bastien Lepage och påverkan från honom gjorde hennes palett ljusare.
| Tant Baldas tidsfördriv (1886) och Avslutad frukost (1890). |  | Tant Baldas tidsfördriv (1886) och Avslutad frukost (1890). |
| Tant Baldas tidsfördriv (1886) och Avslutad frukost (1890). |  |                                                             |

| En mors omsorg (1891) och Tvätt på tork (1896). |  | En mors omsorg (1891) och Tvätt på tork (1896). |
| En mors omsorg (1891) och Tvätt på tork (1896). |  |                                                 |

| Sagostund (1900) och Italiensk familj (1900). |  | Sagostund (1900) och Italiensk familj (1900). |
| Sagostund (1900) och Italiensk familj (1900). |  |                                               |

| På havsstranden (1904) och Solnedgång (1905). |  | På havsstranden (1904) och Solnedgång (1905). |
| På havsstranden (1904) och Solnedgång (1905). |  |                                               |

Efter Bretagne återvände hon till Finland och bodde i Norrmark och Helsingfors. Hon deltog också i den konstnärskoloni som sommartid börjat samlas i Önningeby på Åland och lärde känna många av konstnärerna där, som Victor Westerholm, J.A.G. Acke, Alexander Federley med flera. Flera kände hon redan från Paris. I kolonin fördes ett rikt socialt liv med utflykter i skärgården, fester och maskerader, och måleriet dominerades av ett franskinspirerat friluftsmåleri och under stort inflytande från inte minst Danielson. Via Önningebykolonin, som i likhet med den tidigare danska Skagenkolonin och den senare svenska Rackstakolonin förnyade respektive lands måleri, fördes den franska impressionismen till Finland.
Danielson tillbringade också en vinter i Önningeby. Med paret Westerholm höll hon kontakten hela livet.
Efter en tid i Finland reste Danielson tillbaka till Paris och Académie Calarossi, men hennes ekonomiska villkor där var besvärliga och tiden där kort. Han återvände till Finland och Norrmark 1888 och började bygga sin egen ateljé. 1889 reste hon på nytt till Paris men vantrivdes då ingen av vännerna från kolonin på Åland var där. Inspiration från Akseli Gallen-Kallelas nationalromantiska konst kan ha bidragit till att hon redan efter ett halvår reste tillbaka till Finland, där hon fick ett lärararbete i Åbo och målade en serie nationalromantiskt färgade verk som Flicka i skogen (1893), Potatisupptagarna (1893) och Mor (1893). Hon gjorde 1892 en resa till Karelen med Pekka Halonen.
Efter 1887 följde en framgångsrik tid med många uppmärksammade utställningar i Finland. Framför allt hennes kvinnoporträtt väckte uppmärksamhet, där hon visade fram moderna kvinnor i vardagliga sysslor; en målning med en rökande kvinna (konstnären syster Rosa, ”Tytty”) väckte indignation.
Danielson blev allt mer medveten om kvinnans begränsade roll i hennes samtida kultur och allt mer kritisk till denna. Hon levde okonventionellt för tiden och hade som ogift längre relationer med flera manliga konstnärer, inklusive i början av 90-talet ett fem år långt förhållande med den norske skulptören Gustav Vigeland.
Sitt resande bekostade Danielson till stor del via tjänst som konstlärare, först vid ritskolan i Åbo (1881–1891) och 1893–1894 vid Finska konstföreningens ritskola i Helsingfors. Det sistnämnda förordnandet förlängdes dock inte, och det anses att Danielsons självständighet irriterade konstföreningens ledning.

### Italien
I slutet av 1890-talet minskade Paris roll som konstvärldens centrum, och många unga konstnärer reste till Italien. Danielson-Gambogi kom till Florens 1895 på ett resestipendium och stannade i fyra månader. Där fanns redan ett antal finländska konstnärer som Ellen Thesleff, Beda Stjenschantz, Axel Gallén, Magnus Enckell och Hugo Simberg. Hon återvände redan året därpå och målade sjölandskap med Medelhavet och det lokala ljuset kom att betyda mycket för hennes färgskala.
Danielson-Gambogi återvände tillfälligt till Finland 1896 för att måla en altartavla till Kimito kyrka, men hon hade beslutat sig för att stanna kvar i Italien och reste tillbaka till Italien när målningen var klar. Till en början bodde hon i Florens men flyttade sedan till byn Antignano söder om Livorno Under denna period träffade hon den tretton år yngre målaren Raffaello Gambogi som hon gifte sig med 1898 i Livorno. De bosatte sig i Torre del Lago i Toscana. Makarna Gambogi samarbetade konstnärligt och kom att påverka varandras stil.
Mellan 1899 och 1900 deltog paret Gambogi i flera italienska konstutställningar och även världsutställningen i Paris 1900. Perioden blev Danielsons genombrott, och en av hennes målningar – Sommar – köptes av Italiens kung Umberto I; hon tilldelades även 1899 staden Florens konstpris. Samma år flyttade de till Antignano. Danielssons arbeten turnerade till Paris, Florens, Milano, Tammerfors, Åbo, Helsingfors och Viborg.
Julen 1900 besökte Dora Wahlroos, som också studerat i Paris och målat på Åland, Antignano och beslutade att stanna där en tid som gäst hos paret Gambogi. Under denna tid hade Wahlroos och Raffaello Gambogi ett förhållande, vilket påverkade Danielsson negativt både i arbetet och privat. Trots detta hade hon framgångar med sina medelhavsmotiv som inköptes av Åbo konstmuseum. I dessa verk hade hon närmat sin mans stil färgmässigt.
1901 reste paret genom Europa till Finland där deras italienska målningar gjorde stor succé. Under denna resa började Gambogi visa de första tecknen på psykisk sjukdom och han kom att bli mer och mer beroende av sin fru. Efter återkomsten till Italien reste Danielson ensam till Finland i slutet av 1902 och blev kvar där till 1903.

### De sista åren
| Förlovade (1906) och Antignano (1917). |  | Förlovade (1906) och Antignano (1917). |
| Förlovade (1906) och Antignano (1917). |  |                                        |

1905 flyttade paret Gambogi till Volterra där det fanns ett berömt mentalsjukhus, för att Gambogi skulle få bättre vård, men efter ett par år flyttade de tillbaka till Antignano.
Danielsons sista årtionden var bekymmersamma. Hon hade ekonomiska motgångar, bland annat på grund av att kriget bröt hennes kontakt med beställare i Finland och på grund av mannens sjukdom. Hon lyckades ändå måla en hel del och delta i flera större utställningar i Italien, som Biennalen i Venedig. Hon besökte Finland fyra gånger mellan 1907 och 1913 och höll kontakten med ungdomsvännerna från tiden i Önningeby, framför allt med Victor och Hilma Westerholm.
Efter 1913 återsåg hon inte Finland, och hon dog i lunginflammation nyårsafton 1919.

## Teknik, stil, feminism
Elin Danielson-Gambogis teknik lånar mycket från akademisk fransk 1800-talskonst, med tonvikt på en välutförd teckning som måleriets bas. Under sina studier lärde hon sig att ta fram formen genom ljuset. Naturalismen betydde mycket för Danielson-Gambogi, men i motsats till andra naturalister med deras starka fokus på friluftsmåleri var hon också intresserad av de effekter inomhusbelysning och lampsken gav. Hennes naturalism har drag både av impressionismen och det akademiska måleriet, men bara ett fåtal av hennes verk (exempel: Förlovade, 1906) är direkt impressionistiska. Kontakten med hennes man och det italienska måleriet stärkte den betoning på ljus och färg som redan fanns i hennes konst och gav den en ljusare ton.
Danielson-Gambogi vände sig mot starka traditionella uppfattningar om män och kvinnor och den allmänna undervärdering av kvinnor som hon såg i sin samtid. Hennes verk var ofta provocerande för finländska konstkritiker, då motiv som vardagligt lättklädda kvinnor, underkläder och obäddade sängar var ovanliga och ansågs opassande i den tidens finländska måleri.

## Eftermäle
Första världskriget bröt Danielson-Gambogis kontakt med Finland, och minnet av hennes konst sjönk därefter i glömska. Hennes realistiska konst var inte längre uppskattad av mellankrigstidens konstpublik, som kunde se bilder av henne på Strindbergs konstsalong i Helsingfors 1935.
Det kom att dröja till 1980-talet och det då nyväckta intresset för realism, naturalism och kvinnlig konst, innan Danielson-Gambogi på nytt uppmärksammade i konstkretsar. År 1995 arrangerade Tavastehus konstmuseum en utställning med hennes konst, och Riitta Konttinen och Ulla Savojärvi publicerade i samband med detta en bok om Danielson-Gambogi. Två år senare sammanställde Didrichsens konstmuseum i Helsingfors utställningen Elin Danielson-Gambogi i italienskt ljus. Utställningen presenterade målningar från hennes italienska period som inte visats i Finland tidigare. 2011 visades Elin Danielson-Gambogis och Raffaello Gambogis konst i en gemensam utställning i Retretti konstcentrum i Punkaharju. Samma år uppfördes genom Società Dante Alighieri di Pori ett nytt monument för Elin Danielson-Gambogi i Norrmark.
Danielson-Gambogi är representerad i Åbo Akademi. Exempel på hennes konst finns även hos Ateneums konstmuseum i Helsingfors, Åbo konstmuseum, Tammerfors konstmuseum; Joensuun taidemuseo, K. H. Renlunds museum i Karleby; Konstnärshemmet Kirpilä, Finska kulturfonden i Helsingfors, Lauri och Lasse Reitz stiftelse i Helsingfors, Satakunda museum i Björneborg, Museet Ett hem i Åbo, Aines konstmuseum i Torneå samt altartavlorna i Vittisbofjärd och Kimito kyrkor.

## Kända målningar

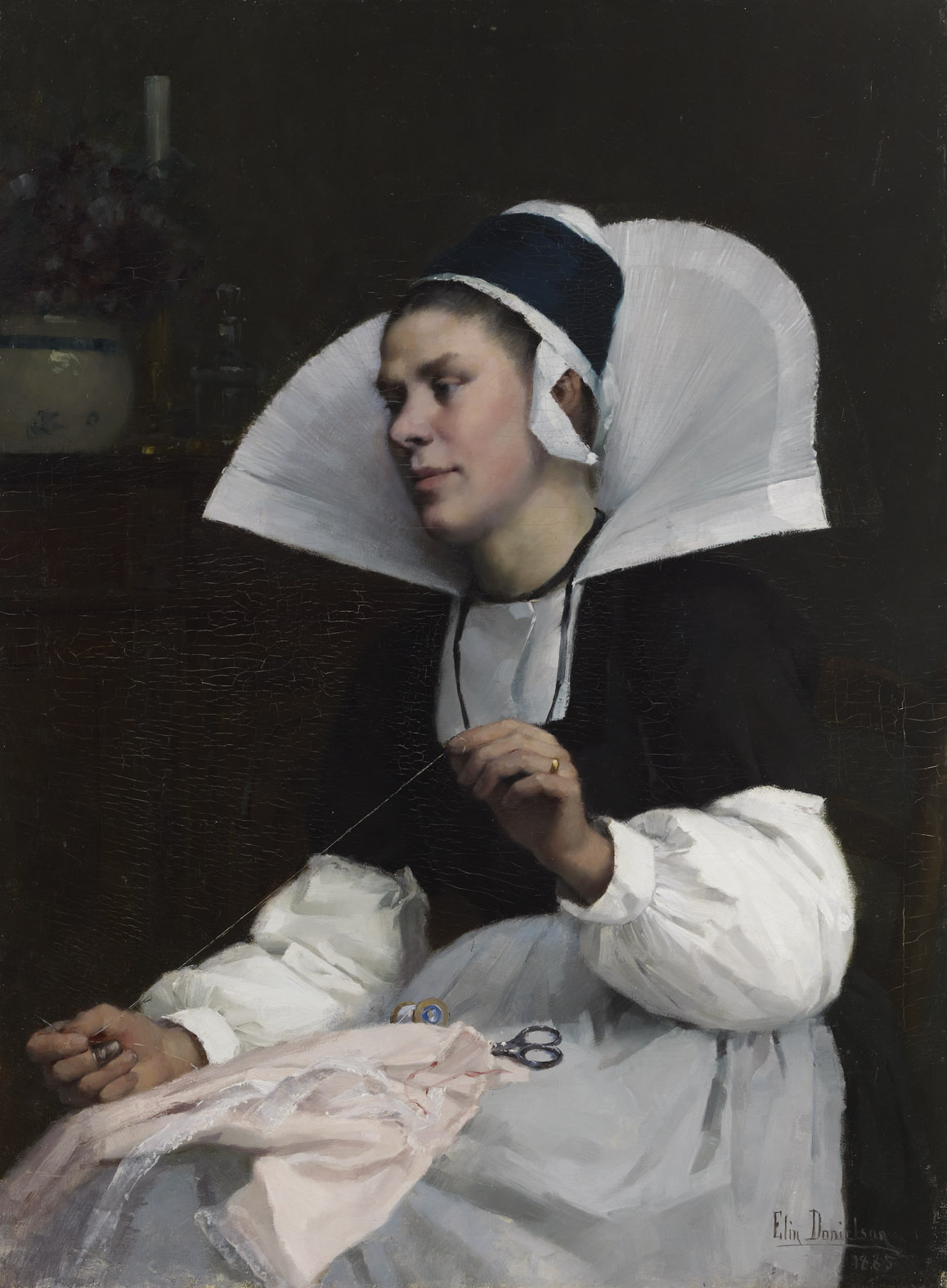
Ung mor, 1885. Olja på duk.
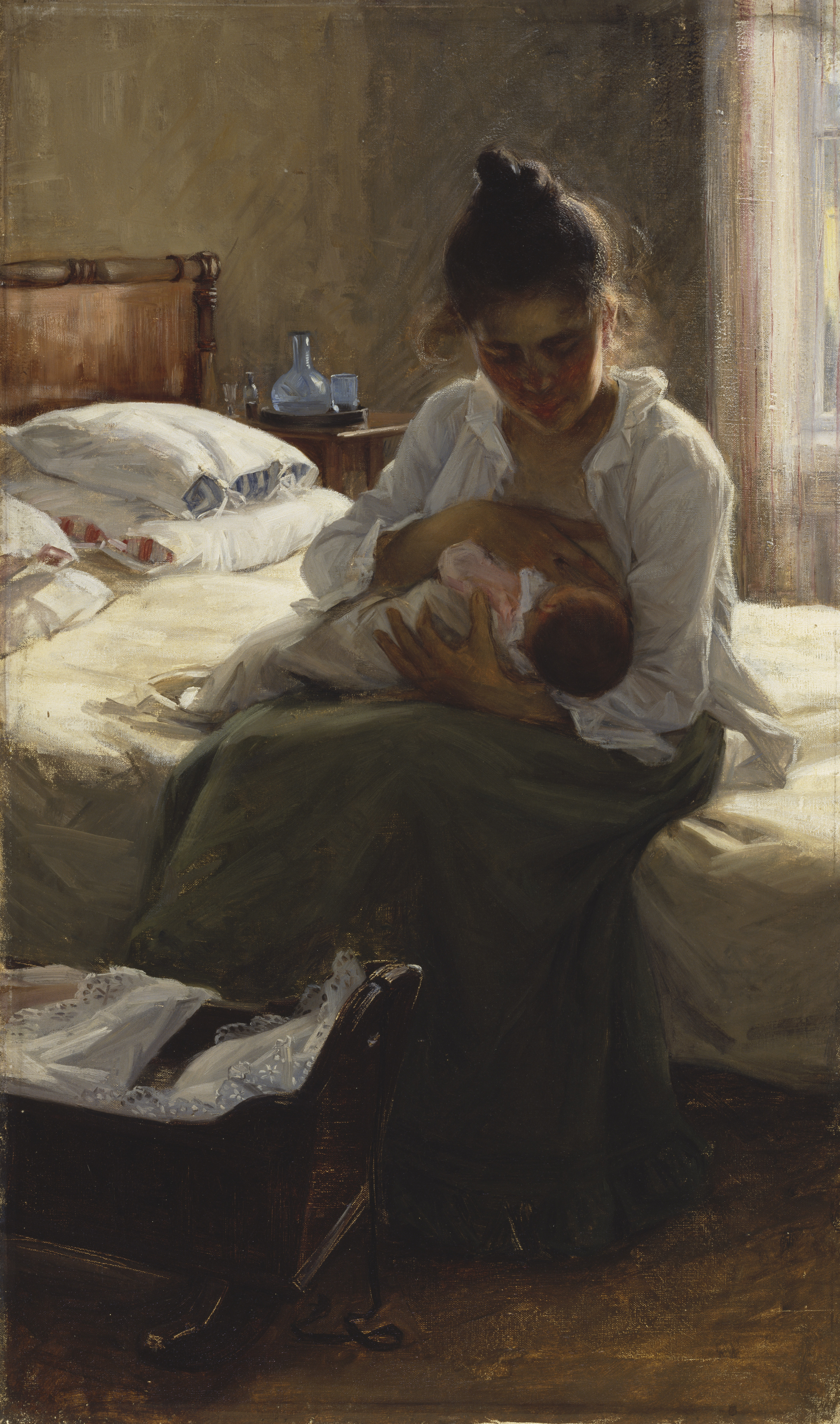
Mor, 1893. Olja på duk.
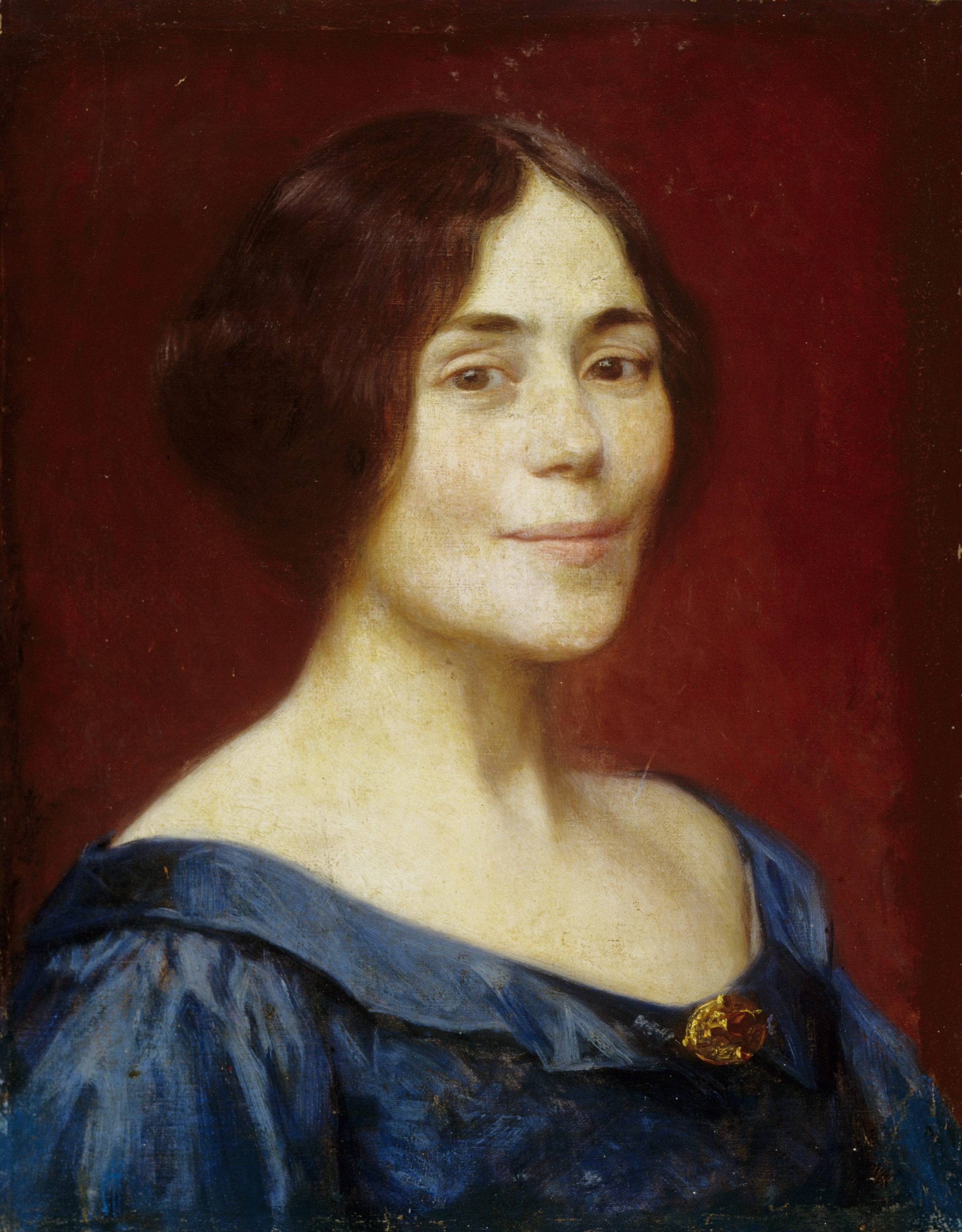
Självporträtt, 1899. Olja på duk.
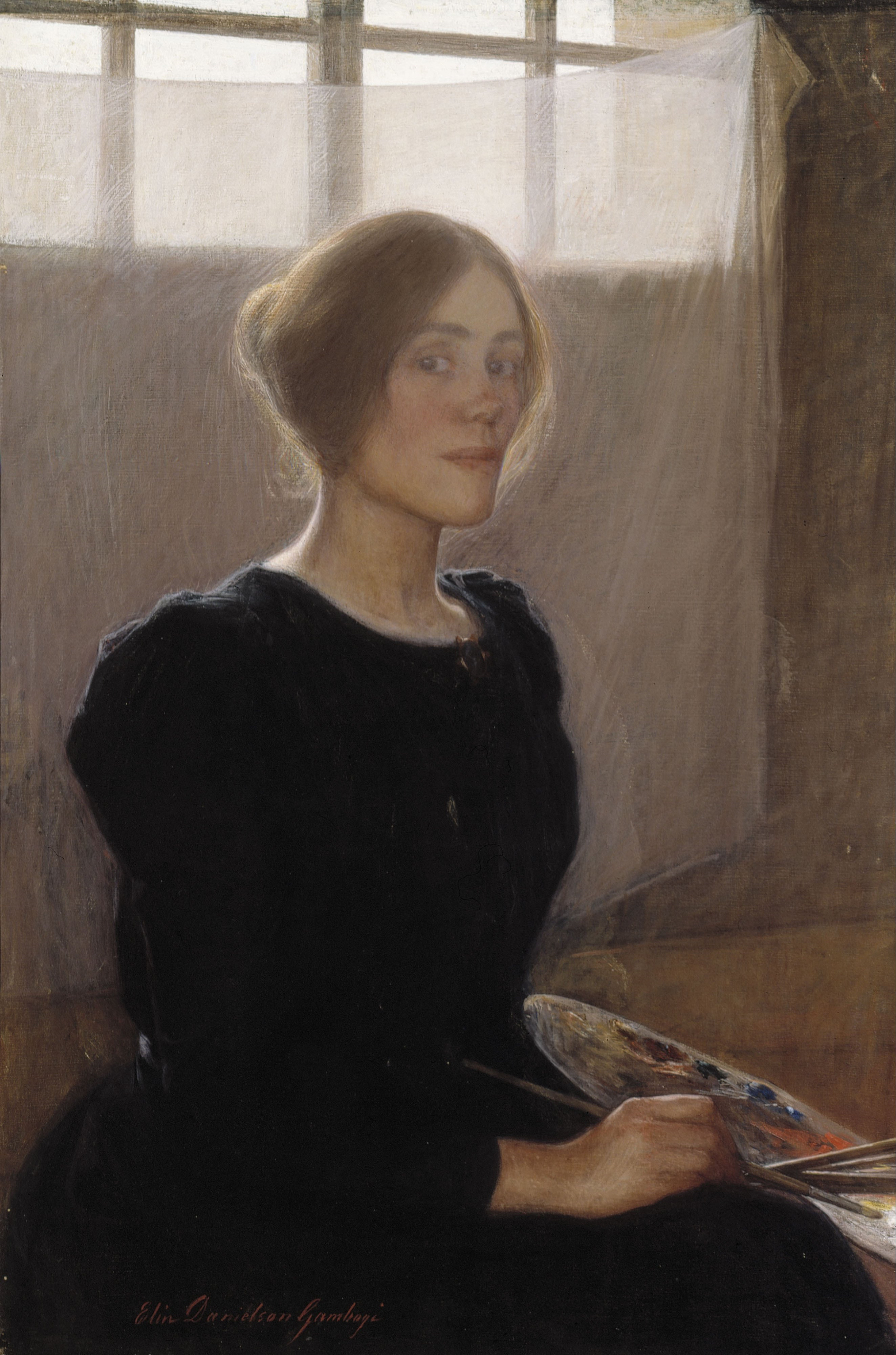
Självporträtt, 1900. Olja på duk.
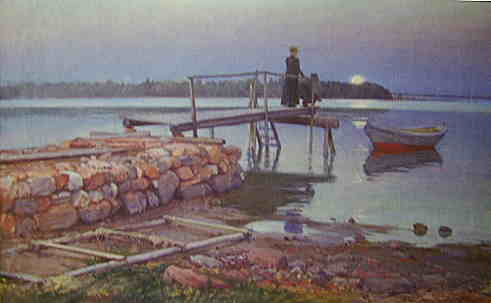
Bryggan vid Tomtebo vid Lemströms kanal, 1901. Olja på duk.
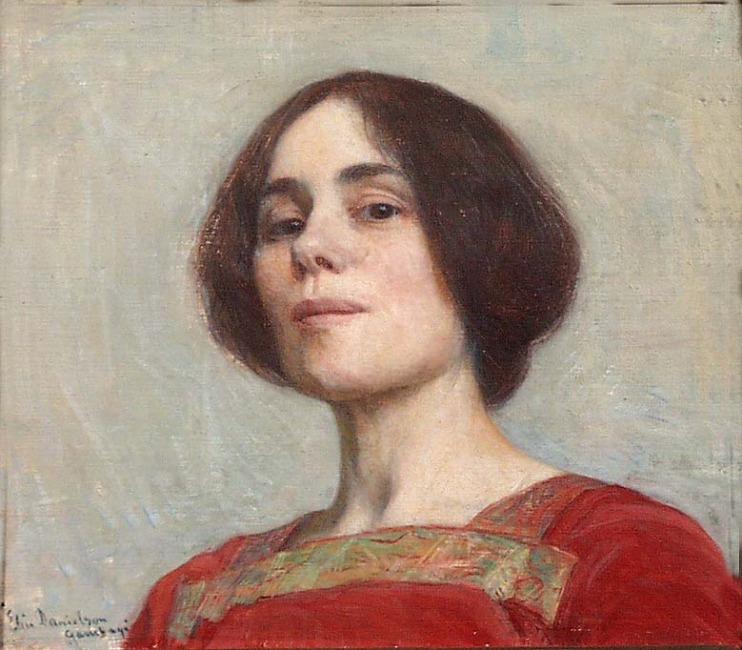
Självporträtt med röd dräkt, 1903.

- 1885 – Ung mor (flicka från Bretagne)
- 1887 – Vinterfiske
- 1888 – Porträtt av Hilma Westerholm
- 1890 – Avslutad frukost
- 1891 – En mors omsorg
- 1892 – Flicka och katter
- 1893 – Mor
- 1900 – Italiensk familj
- 1900 – Kvällsstund
- 1900 – Stilla dag
- 1900 – Självporträtt
- 1904 – La Merenda (På havstranden)
- Altartavlor i kyrkorna i Vittisbofjärd 1888, Kimito kyrka 1897 och Norrmark 1899 (förstörd i brand 1918)